# Eristalis jugorum
Eristalis jugorum es una especie de díptero de la familia de los sírfidos. Se distribuyen por el paleártico en Eurasia.